# I faderns namn
I faderns namn (originaltitel: In the Name of the Father) är en irländsk-brittisk-amerikansk dramafilm från 1993 av Jim Sheridan med Daniel Day-Lewis i huvudrollen som Gerry Conlon. Filmen baserades på den självbiografiska boken Proved Innocent av Gerry Conlon. Gerry Conlon är en nordirländsk man som fick sitta i 15 år i brittiskt fängelse för ett bombdåd som han inte utfört, liksom de övriga i "The Guildford Four".

## Rollista, urval
| Daniel Day-Lewis   | – Gerry Conlon, en av "The Guildford Four"      |
| Pete Postlethwaite | – Giuseppe Conlon, hans far                     |
| John Lynch         | – Paul Hill, en av "The Guildford Four"         |
| Mark Sheppard      | – Paddy Armstrong, en av "The Guildford Four"   |
| Emma Thompson      | – Gareth Peirce, advokaten                      |
| Frankie McCafferty | – Tommo                                         |
| Beatie Edney       | – Carole Richardson, en av "The Guildford Four" |

## Priser och nomineringar i urval
| Pris                    | Kategori                                             | Mottagare          | Resultat  |
| ----------------------- | ---------------------------------------------------- | ------------------ | --------- |
| Oscarsgalan             | Bästa film                                           | Jim Sheridan       | Nominerad |
| Oscarsgalan             | Bästa regi                                           | Jim Sheridan       | Nominerad |
| Oscarsgalan             | Bästa manus efter förlaga                            | Jim Sheridan       | Nominerad |
| Oscarsgalan             | Bästa manus efter förlaga                            | Terry George       | Nominerad |
| Oscarsgalan             | Bästa manliga huvudroll                              | Daniel Day-Lewis   | Nominerad |
| Oscarsgalan             | Bästa manliga biroll                                 | Pete Postlethwaite | Nominerad |
| Oscarsgalan             | Bästa kvinnliga biroll                               | Emma Thompson      | Nominerad |
| Oscarsgalan             | Bästa klippning                                      | Gerry Hambling     | Nominerad |
| BAFTA Awards            | Bästa manus efter förlaga                            | Jim Sheridan       | Nominerad |
| BAFTA Awards            | Bästa manus efter förlaga                            | Terry George       | Nominerad |
| BAFTA Awards            | Bästa manliga huvudroll                              | Daniel Day-Lewis   | Nominerad |
| Filmfestivalen i Berlin | Guldbjörnen                                          | Jim Sheridan       | Vann      |
| European Film Award     | European Film of the Year                            | Jim Sheridan       | Nominerad |
| Golden Globe Awards     | Bästa film – drama                                   | Jim Sheridan       | Nominerad |
| Golden Globe Awards     | Bästa manliga huvudroll – drama                      | Daniel Day-Lewis   | Nominerad |
| Golden Globe Awards     | Bästa kvinnliga biroll                               | Emma Thompson      | Nominerad |
| Golden Globe Awards     | Bästa sång ("(You Made Me the) Thief of Your Heart") | Bono               | Nominerad |
| Golden Globe Awards     | Bästa sång ("(You Made Me the) Thief of Your Heart") | Gavin Friday       | Nominerad |
| Golden Globe Awards     | Bästa sång ("(You Made Me the) Thief of Your Heart") | Maurice Seezer     | Nominerad |